# Arabianranta
Arabianranta (en suédois : Arabiastranden), est une section du quartier de Toukola  à Helsinki, en Finlande

## Description
Le quartier de Arabianranta (en finnois : Arabianrannan kaupunginosa) a 4201 habitants (au 1.1.2011) et offre 2919 emplois(2011). 
Toukola a une superficie de 0,65 km2.

## Services
Arabianranta abrite, entre-autres, la bibliothèque d'Arabianranta, le centre commercial Arabia et le parc d'Arabianmäki.
Les établissements d'enseignement d'Arabianranta sont le département culture et services de l'Université des sciences appliquées Metropolia, le Conservatoire Pop & Jazz, l'école primaire d'Arabianranta, l'université des sciences appliquées Arcada et l'institut professionnel Prakticum.

## Transports

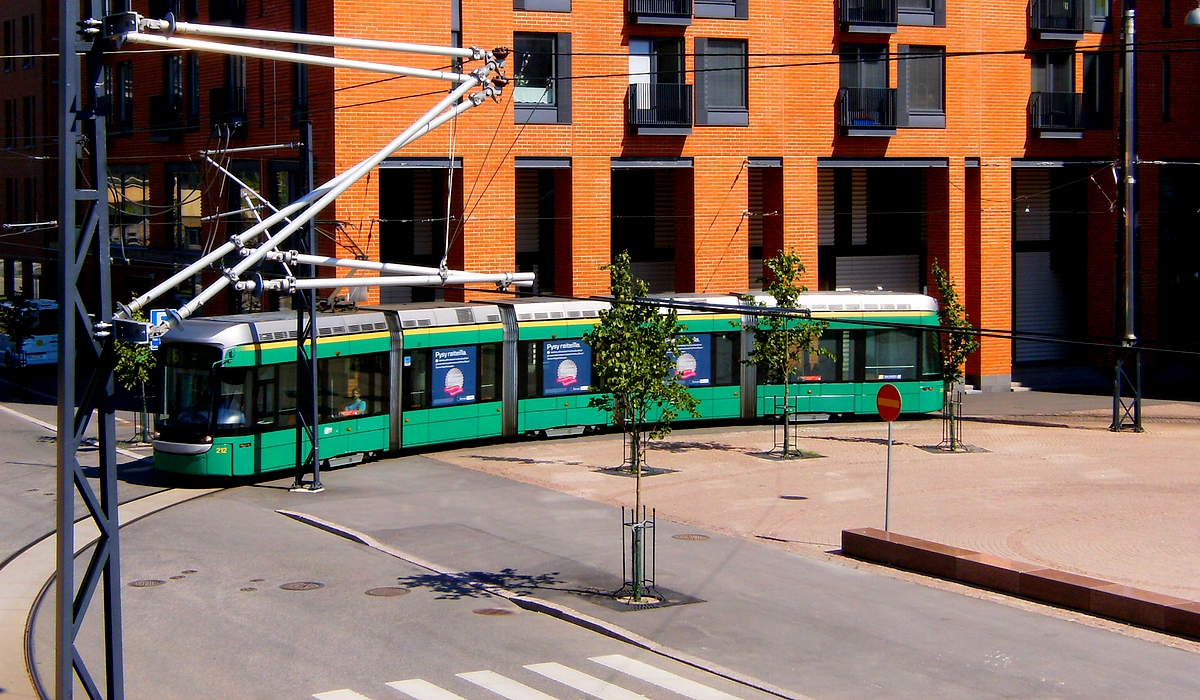
Boucle de retournement du tramway place Kaj Franck.

La ligne de tramway 6 enfant d'Hernesaari et La ligne 8 venant de Jätkäsaari ont leur boucle de retournement à la place Kaj Franck d'Arabianranta.